# Tầng Pliensbach
| Hệ/ Kỷ                               | Thống/ Thế   | Tầng/ Kỳ   | Niên đại (Ma) | Niên đại (Ma) |
| ------------------------------------ | ------------ | ---------- | ------------- | ------------- |
| Phấn Trắng                           | Hạ/Sớm       | Berrias    | trẻ/muộn hơn  | trẻ/muộn hơn  |
| Jura                                 | Thượng /Muộn | Tithon     | ~145.0        | 152.1         |
| Jura                                 | Thượng /Muộn | Kimmeridge | 152.1         | 157.3         |
| Jura                                 | Thượng /Muộn | Oxford     | 157.3         | 163.5         |
| Jura                                 | Trung/Giữa   | Callove    | 163.5         | 166.1         |
| Jura                                 | Trung/Giữa   | Bathon     | 166.1         | 168.3         |
| Jura                                 | Trung/Giữa   | Bajocy     | 168.3         | 170.3         |
| Jura                                 | Trung/Giữa   | Aalen      | 170.3         | 174.1         |
| Jura                                 | Hạ/Sớm       | Toarc      | 174.1         | 182.7         |
| Jura                                 | Hạ/Sớm       | Pliensbach | 182.7         | 190.8         |
| Jura                                 | Hạ/Sớm       | Sinemur    | 190.8         | 199.3         |
| Jura                                 | Hạ/Sớm       | Hettange   | 199.3         | 201.3         |
| Trias                                | Thượng /Muộn | Rhaetia    | cổ/sớm hơn    | cổ/sớm hơn    |
| Phân chia Kỷ Jura theo ICS năm 2020. |              |            |               |               |

Tầng Pliensbach là một kì trong niên đại địa chất và là một bậc trong phân vị địa tầng. Nó là một phần của thống tiền Jura hoặc thế Jura sớm  kéo dài từ khoảng  190.8 ± 1.5 Ma đến 182.7 ± 1.5 Ma (Ma: Megaannum, triệu năm trước). Tầng Pliensbach tiếp sau tầng Sinemur và đứng trước tầng Toarc.
Tầng Pliensbach kết thúc bởi sự kiện tuyệt chủng tầng Toarc. Trong tầng Pliensbach, phần giữa của Lias đã lắng đọng tại châu Âu. Tầng Pliensbach cùng thời điểm với tầng Charmouthian  của khu vực Bắc Mĩ.

## Xác định địa tầng
Tầng Pliensbach được lấy tên từ ngôi làng nhỏ Pliensbach in the community của Zell unter Aichelberg in the Swabian Alb, khoảng  30 km về phía đông của Stuttgart, Đức. Cái tên này được đề cập làn đầu tiên trong một tài liệu khoa học bởi nhà cổ sinh vật học người Đức Albert Oppel vào năm 1858.
Đáy của tầng Pliensbach được đánh dấu bởi sự xuất hiện đầu tiên của loài ammonite Bifericeras donovani và chi Apoderoceras và Gleviceras. Mặt cắt Wine Haven gần Robin Hood's Bay (Yorkshire, Anh) được xác định là mặt cắt tham chiếu chính thức (GSSP).
Đỉnh của tầng Pliensbach (đáy của tầng Toarc) được đánh dấu bởi sự xuất hiện đầu tiên của chi ammonite Eodactylites.

### Sinh địa tầng

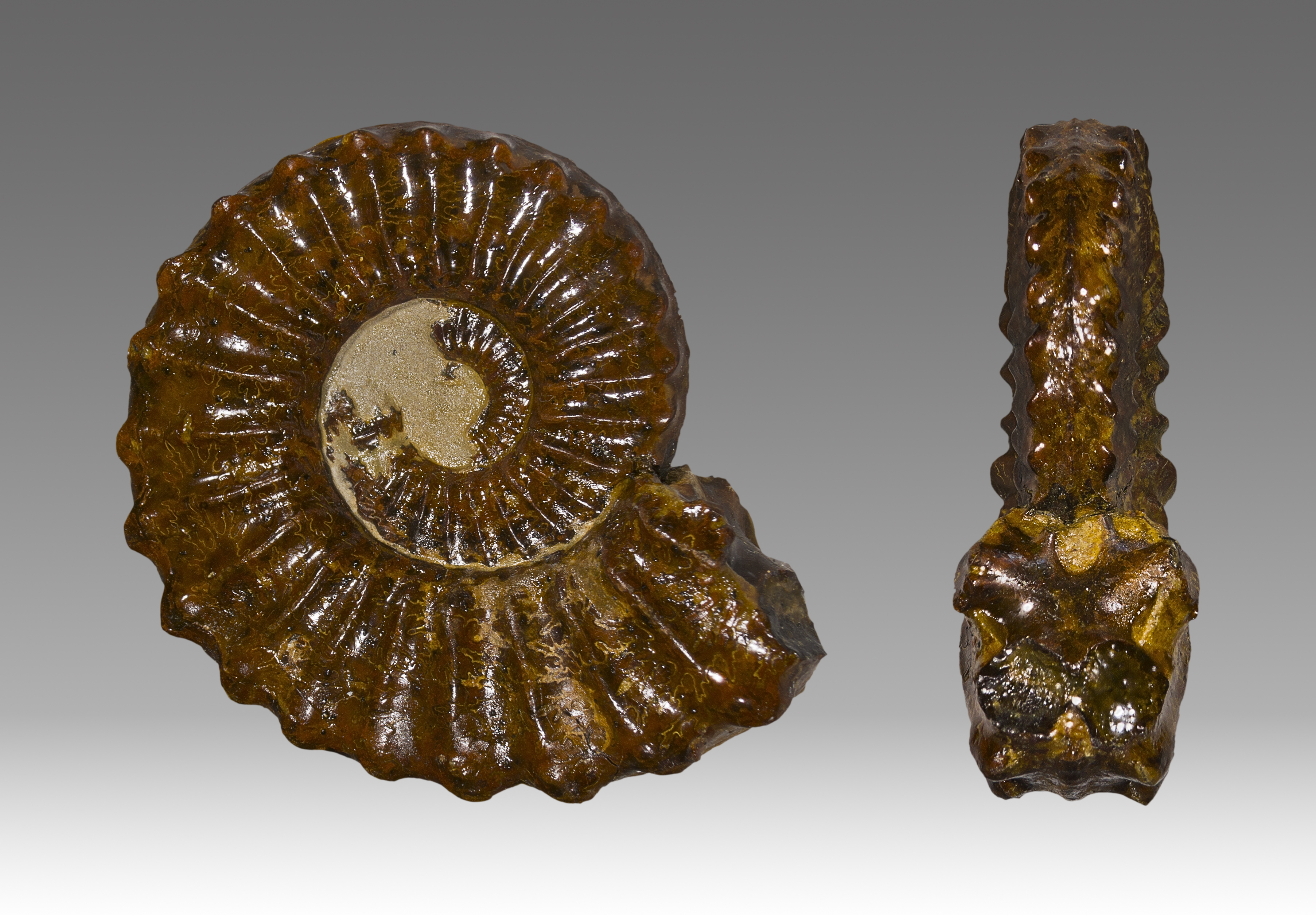
Pleuroceras spinatum Museum của Toulouse

Tầng Pliensbach gồm năm đới sinh vật ammonite ở miền Bắc:
- Đới Pleuroceras spinatum
- Đới Amaltheus margaritatus
- Đới Prodactylioceras davoei
- Đới Tragophylloceras ibex
- Đới Uptonia jamesoni

Trong đại dương Tethys, tầng Pliensbach chứa sáu đới sinh vật:
- Đới Emaciaticeras emaciatum
- Đới Arieticeras algovianum
- Đới Fuciniceras lavinianum
- Đới Prodactylioceras davoei
- Đới Tragophylloceras ibex
- Đới Uptonia jamesoni

## Palaeontology

### †Ornithischians
| Ornithischians của tầng Pliensbach | Ornithischians của tầng Pliensbach | Ornithischians của tầng Pliensbach      | Ornithischians của tầng Pliensbach                                                                    | Ornithischians của tầng Pliensbach |
| Đơn vị phân loại                   | Sự hiện diện                       | Vị trí                                  | Đặc điểm                                                                                              | Hình ảnh                           |
| ---------------------------------- | ---------------------------------- | --------------------------------------- | --- | ---------------------------------- |
| - Bienosaurus                      |                                    | Thành hệ Lục Phong, Vân Nam, Trung Quốc | Một chi thyreophoran đang bị nghi ngờ tính xác thực                                                   |                                    |
| - Tatisaurus                       |                                    | Thành hệ Lục Phong, Vân Nam, Trung Quốc | Sự mô tả chỉ dựa trên một mảnh hàm dưới có răng. Một chi thyreophoran đang bị nghi ngờ tính xác thực. |                                    |

### Theropoda
| Theropods của tầng Pliensbach | Theropods của tầng Pliensbach | Theropods của tầng Pliensbach   | Theropods của tầng Pliensbach | Theropods của tầng Pliensbach |
| Đơn vị phân loại              | Sự hiện diện                  | Vị trí                          | Đặc điểm | Hình ảnh                      |
| ----------------------------- | ----------------------------- | ------------------------------- | --- | ----------------------------- |
| - Cryolophosaurus             |                               | Thành hệ Hanson Nam Cực         | Một chi dilophosaurid, dài khoảng 6 tới 8 met (20 tới 26 feet) có hộp sọ cao và hệp, với một chiếc mào từ mũi tới qua mắt.                                                |                               |
| - Dilophosaurus               | Sinemurian to Pliensbach      | Arizona Mĩ; Vân Nam, Trung Quốc | Chiều dài khoảng 6 met (20 ft) và có thể nặng tới nửa tấn. Dặc điểm dẽ nhận ra nhất của Dilophosauruscó một cặp mào hình bán nguyệt trên sọ, có lẽ được dùng để phô diện. |                               |